# Bathygobius arundelii
Bathygobius arundelii és una espècie de peix de la família dels gòbids i de l'ordre dels cipriniformes que es troba a l'Illa Clipperton.